# Лев (приток Вандраса)
Лев — река в России, протекает по Нефтеюганскому району Ханты-Мансийского АО. Устье реки находится в 21 км от устья Вандраса по правому берегу. Длина реки составляет 77 км, площадь водосборного бассейна — 949 км².
Высота истока — 79 м над уровнем моря.

## Притоки
(км от устья)
- 30 км: река Самсоновская[2] (пр)
- 38 км: река без названия (лв)
- 53 км: река Чагорова[2] (пр)

## Данные водного реестра
По данным государственного водного реестра России относится к Верхнеобскому бассейновому округу, водохозяйственный участок реки — Обь от города Нефтеюганск до впадения реки Иртыш, речной подбассейн реки — Обь ниже Ваха до впадения Иртыша. Речной бассейн реки — (Верхняя) Обь до впадения Иртыша.
Код объекта в государственном водном реестре — 13011100212115200049981.